# Grupa kapitałowa PWN
Grupa kapitałowa PWN – grupa kapitałowa, w skład której wchodząl
- Wydawnictwo Naukowe PWN SA (KRS 0000067444) – wydawca encyklopedii, słowników, literatury naukowej i popularnonaukowej; jednostka dominująca grupy;
- Carta Blanca sp. z o.o. (KRS 0000265613), wydająca atlasy, przewodniki turystyczne i albumy;
- Księgarnie PWN sp. z o.o. (KRS 0000210004), zarządzająca siecią 9 księgarni firmowych PWN[3];
- Ogólnopolski System Dystrybucji Wydawnictw Azymut sp. z o.o. (KRS 0000030385), zajmująca się sprzedażą hurtową książek;
- Poleng sp. z o.o. (KRS 0000168506), wytwarzająca oprogramowanie do tłumaczenia tekstów;
- PWN Inwestycje sp. z o.o. (KRS 0000067151), spółka zależna, w której WN PWN SA posiada 92% udziałów, właściciel OSDW Azymut[4];
- pwn.pl sp. z o.o. (KRS 0000024085), właściciel serwisu językowego translatica.pl, producent i wydawca aplikacji multimedialnych i edukacyjnych;
- SuperMemo World sp. z o.o. (KRS 0000027598), producent i wydawca multimedialnych kursów językowych i właściciel serwisu e-learningowego SuperMemo.net;
- ePWN Sp. z o.o. (dawne Ravelo Sp. z o.o.) (KRS 0000442101); Księgarnia Internetowa PWN i serwis społecznościowy BiblioNETka;
- Lideria Sp. z o.o. (KRS 0000471788);
- Wydawnictwo Lekarskie PZWL sp. z o.o. (KRS 0000124932);
- Wydawnictwo MIKOM sp. z o.o. (KRS 0000184773), specjalizujące się w pozycjach dotyczących informatyki;
- PWN Wydawnictwo Szkolne sp. z o.o (KRS 0000630208) – wydawca podręczników i pomocy dydaktycznych;
- Yurincom Inter – ukraińskie wydawnictwo prawnicze.

## Historia

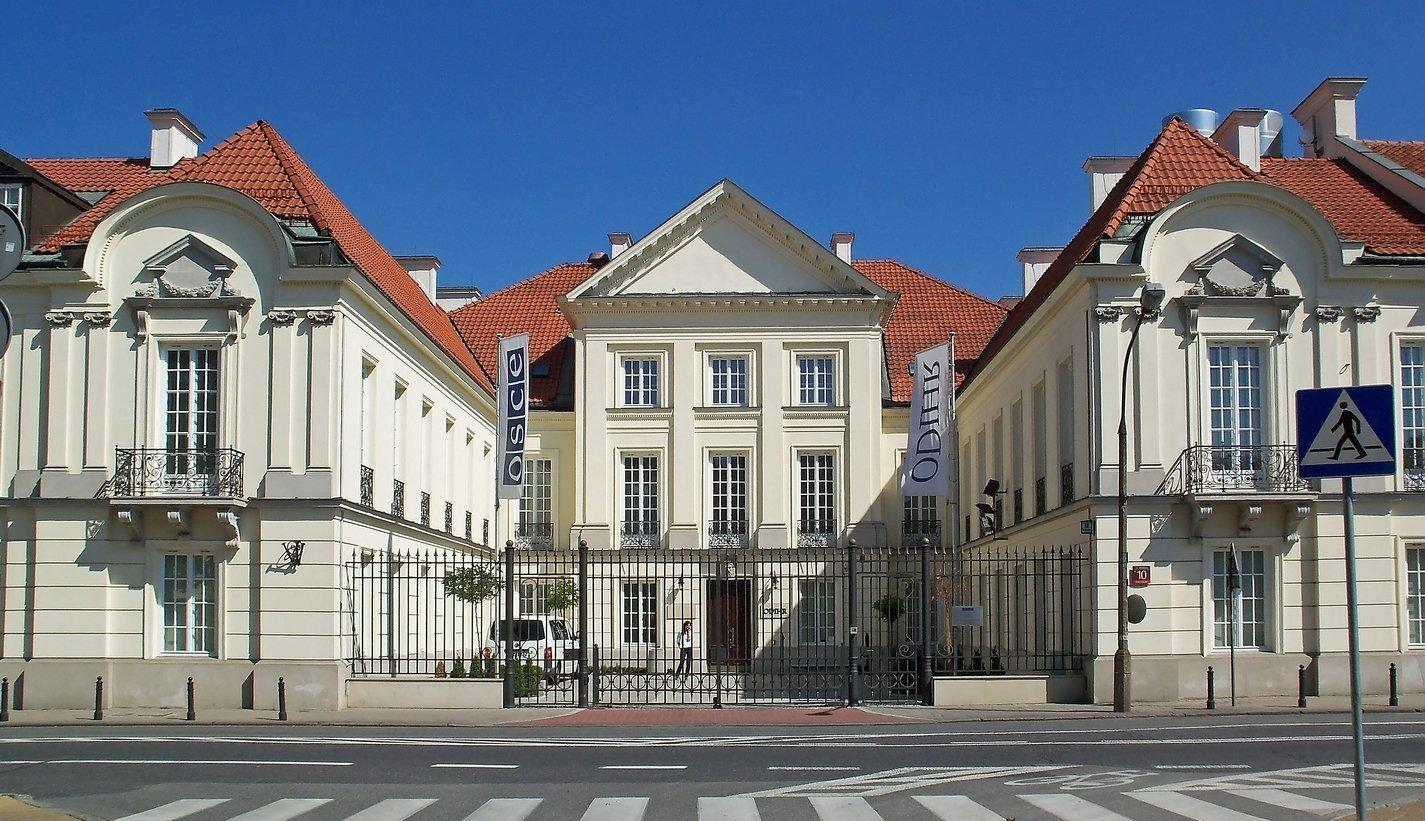
Pałac Młodziejowskiego w Warszawie, gdzie po wojnie mieściła się siedziba PWN

Dzisiejsze Wydawnictwo Naukowe PWN zostało założone w 1951 jako Państwowe Wydawnictwo Naukowe. Jego celem była działalność wydawnicza na potrzeby nauki i szkolnictwa wyższego. W 1991 zostało skomercjalizowane i przekształcone w jednoosobową spółkę skarbu państwa z ograniczoną odpowiedzialnością pod firmą Wydawnictwo Naukowe PWN. W 1992 65-procentowy pakiet udziałów został w ramach prywatyzacji sprzedany międzynarodowemu przedsiębiorstwu inwestycyjnemu Luxembourg Cambridge Holding Group (LCHG), skupiającemu swoje interesy na branży medialnej w Europie Środkowej i Wschodniej; część udziałów nabyli również pracownicy wydawnictwa. W 1997 WN PWN zostało przekształcone w spółkę akcyjną. Od 1998 do grona jej akcjonariuszy dołączyły: Europejski Bank Odbudowy i Rozwoju oraz DBG Osteuropa-Holding GmbH, które zainwestowały w nią ok. 20 mln USD i objęły ok. 16% akcji. Po 2002 ze znaczną stratą odsprzedały swoje akcje LCHG, podobnie uczyniła część pozostałych mniejszościowych akcjonariuszy; obecne zaangażowanie LCHG w spółce to 84,5%.
W 1994 wydawnictwo zawiązało spółkę joint venture z niemieckim Springer Verlag, której owocem było Wydawnictwo Springer PWN, publikujące głównie literaturę medyczną. W 1995, do spółki z holenderską grupą Reed Elsevier, WN PWN założyło Wydawnictwa Prawnicze PWN, które nabyły część udziałów prywatyzowanego w 1997 państwowego Wydawnictwa Prawniczego, a także przejęły oficynę Lex Media.
Sukcesem okazała się wydawana w latach 1995–1997 sześciotomowa Nowa Encyklopedia Powszechna PWN, której sprzedaż w liczbie ok. 300 tys. zestawów przyniosła ok. 150 mln zł przychodu. Właściciele wydawnictwa postanowili zainwestować uzyskane środki w budowę międzynarodowej grupy. Zakupili ukraińskie wydawnictwo Yuricom Inter oraz węgierskie Kossuth Publishing, a w Luksemburgu zarejestrowali spółkę PWN Publishing Group, mająca nadzorować zagraniczne operacje PWN-u. Później prasa pisała o dywidendach i niekorzystnych dla wydawnictwa umowach, w wyniku których pieniądze płynęły za granicę.
W 1997 WN PWN wyodrębniło ze swych struktur Wydawnictwo Szkolne PWN, a rok później nabyło Wydawnictwo Lekarskie PZWL, co było powodem zaprzestania działalności przez Springer PWN. W 1999 WN PWN zostało właścicielem firmy Vulcan Media, obecnie pod nazwą pwn.pl, którą założyło 2 lata wcześniej wraz z przedsiębiorstwem informatycznym Vulcan sp. z o.o. Również w 1999 powstał OSDW Azymut, hurtowy dystrybutor książek, będący własnością spółki PWN Inwestycje, zależnej w 92% od WN PWN, a w 8 – od Wydawnictwa Szkolnego PWN.
Próby zagranicznej ekspansji zakończyły się porażką, a grupa zaczęła tracić również rynek polski. W latach 1997–2003 przechodziła kryzys. Kapitały własne WN PWN zmniejszyły się o 30 mln zł, a straty w grupie sięgały 80 mln. Inwestycja w OSDW Azymut okazała się również kosztowna: pochłonęła przeszło 50 mln zł. W 2000 PWN rozpoczął redukcję zatrudnienia przez zwolnienia grupowe. W 2001 odsprzedał swoje udziały w Wydawnictwach Prawniczych PWN (obecnie LexisNexis) i w Kossuth Publishing. W 2003 LCHG, które wcześniej kilkakrotnie przymierzało się do sprzedaży PWN-u, postanowiło jednak pozostać przy tej inwestycji i powiększyć zaangażowanie poprzez odkupienie akcji od części mniejszościowych akcjonariuszy, w tym od EBOiR i DBG.
W maju 2005 WN PWN nabyło informatyczne Wydawnictwo Mikom, a OSDW Azymut założył Agencję Wydawniczą „Sygnatura”, świadczącą usługi druku na żądanie (brak danych, czy spółka ta nadal istnieje i należy do grupy). W 2006 w skład grupy weszły: wydawnictwo Carta Blanca oraz SuperMemo World, w którym WN PWN objęło 50% udziałów. Kolejnym nabytkiem grupy została spółka Poleng.
Sytuacja finansowa grupy zaczęła się poprawiać od 2004. WN PWN odnotowało wówczas przychody ze sprzedaży na poziomie 59,7 mln, a zysk netto – 3,4 mln zł. Wyniki grupy to odpowiednio: 168,4 mln i 5,91 mln. W 2005 wydawnictwo osiągnęło 62,6 mln przychodów oraz 5,1 mln zysku netto; skonsolidowane wyniki grupy to 190,2 mln przychodów i 10,41 mln zysku.

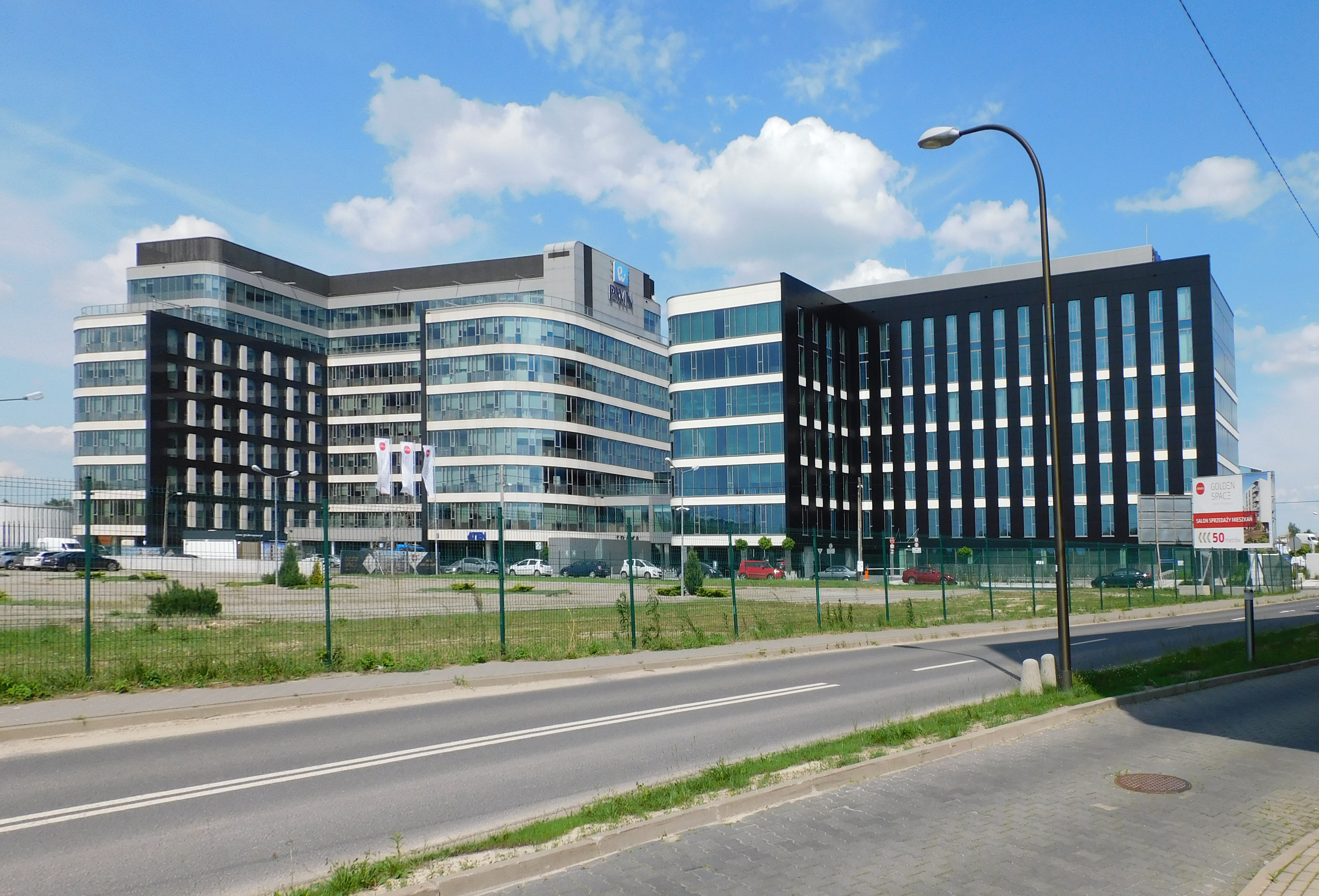
Siedziba PWN przy ul. Gottlieba Daimlera 2

W 2007 grupa (nie licząc spółek Azymut i Księgarnie PWN) miała 136,2 mln zł przychodów ze sprzedaży i 11,6 mln zysku netto, przy kapitałach własnych w wysokości ok. 115 mln zł i zatrudnieniu w granicach 400 osób.
W 2008 roku przychody spółek wydawniczych Grupy PWN (bez OSDW Azymut i sieci Księgarnie PWN) ze sprzedaży książek w wyniosły 195,91 mln zł, co oznacza ponad 40% wzrost sprzedaży. Wraz ze wzrostem przychodów znacząco poprawił się także wynik netto. 2008 rok grupa zakończyła z zyskiem na poziomie 18,62 mln zł (wzrost o ponad 60%). Kapitały własne grupy to 109,99 mln zł.
13 stycznia 2016 roku Wydawnictwo Naukowe PWN SA, zawarło umowę przeniesienia wszystkich praw, które przysługiwały Wydawnictwu WNT sp. z o.o., poszerzając tym samym swoją ofertę naukowo-techniczną o całą ofertę tego wydawcy.
W 2020 roku spółka Ravelo sprzedała domeny trzech sklepów internetowych – Ravelo.pl, Lideria.pl, aleMaluch.pl, nabywcą była firma Glosel. W wyniku sprzedaży Ravelo Sp. z o.o. zmieniła nazwę na ePWN Sp. z o.o.